# HOMESICK
『HOMESICK』（ホームシック）は、2013年の日本映画である。第22回PFFスカラシップ作品。
監督は廣原暁。主演は郭智博。音楽はトクマルシューゴ。

## ストーリー
30歳の沢北健二（郭智博）は、父も母も妹もそれぞれ出て行った一軒家に一人で暮らしていた。夏のある日、彼は仕事を失ってしまう。市街地再開発のために取り壊される予定の家に、明け渡し期限後も留まり続けている。やがて、ころ助（金田悠希）とヤタロー（舩崎飛翼）とオッチ（本間翔）という男子小学生との交流が始まる。

## キャスト
- 郭智博 - 沢北健二
- 金田悠希 - ころ助
- 舩崎飛翼 - ヤタロー
- 本間翔 - オッチ
- 奥田恵梨華 - 村山のぞみ
- 松下哲哉 - 引越し業者

## 上映
2012年9月27日、第34回ぴあフィルムフェスティバルで上映された。

## 評価
本作は蓮實重彦や岩井俊二から称賛されたほか、東京藝術大学大学院時代の師である黒沢清からは「非常にユニークな青春映画の傑作」との評価を受けた。